# Международный аэропорт имени Сильвио Петтиросси
Международный аэропорт имени Сильвио Петтиросси (исп. Aeropuerto Internacional Silvio Pettirossi; (ИАТА: ASU, ИКАО: SGAS)) — международный аэропорт, расположенный в Луке и являющийся главным аэропортом Парагвая. Он обслуживает столицу страны Асунсьон, а также приграничный аргентинский город Клоринда. Аэропорт назван в честь парагвайского летчика Сильвио Петтиросси. В период с 1980 по 1989 год официально назывался Международный аэропорт имени президента Стресснера в честь бывшего главы государства Альфредо Стресснера. В 2019 году аэропорт обслужил 1,24 миллиона пассажиров, что сделало его самым загруженным аэропортом страны. Является главным хабом авиакомпаний LATAM Paraguay и Paranair.
Некоторые из его объектов используются совместно с авиабазой Су-Гуасу ВВС Парагвая.

## История
Аэропорт был открыт 11 июня 1938 года. Взлетно-посадочная полоса аэропорта была построена в 1960-х годах и реконструирована в 1985 году.
С 1968 до середины 1990-х годов испанская авиакомпания Iberia выполняла прямые рейсы в Асунсьон из Мадрида. С 1971 по 1980 год Lufthansa один раз в неделю выполняла из Франкфурта в Асунсьон, а с 1974 года они выполнялись на DC-10. Для обеих авиакомпаний рейсы включали несколько остановок в пунктах назначения по всей Южной Америке. Кроме того, с начала 90-х по 1996 год, безпересадочные рейсы во Франкфурт выполняла авиакомпания Lineas Aereas Paraguayas.

### 2000-е

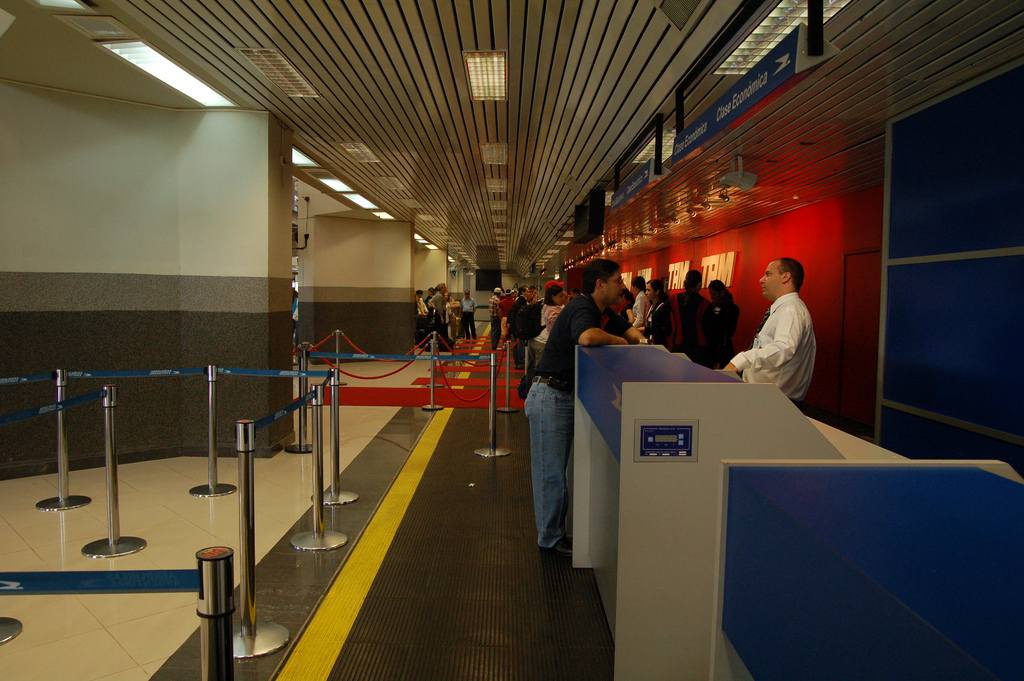
Зал регистрации в аэропорту, 2008 год.

В ноябре 2004 года директор Direccion Nacional de Aeronautica Civil (DINAC) Эустакио Окарис сообщил ABC Color, что ремонт взлетно-посадочной полосы аэропорта, ремонт которого начался в 2001 году, но был остановлен из-за нехватки средств, будет завершен в первые месяцы 2005 года.
31 июля 2007 г. в 05:10 группа из пяти человек украла 1 000 000 долларов США в пункте обмена валюты на нижнем этаже аэропорта. Один из грабителей, Хуан Пабло Ортигоса, был задержан на месте. Еще один грабитель был схвачен в Энкарнасьоне. Позже выяснилось, что ограбление планировалось в тюрьме Такумбу в Асунсьоне. Один из арестованных заявил, что за ограбление они получили по 60 000 долларов США. Украденные деньги собирались отправить рейсом в Уругвай.
В мае 2008 г в отчете был сделан вывод о том, что авиационные системы Парагвая находятся в критическом состоянии и нуждаются в замене. В ноябре 2009 г. начали работу новые системы посадки по приборам. Оборудование было приобретено за 967 400 евро. Предыдущая система была установлена в 1980 году. Внедрение системы позволило Парагваю соответствовать требованиям международной безопасности в качестве члена ИКАО.

### 2010-е
В январе 2013 года в терминал были внесены различные улучшения. К 2015 году некоторые авиакомпании прекратили полеты в аэропорту, в том числе American Airlines. 17 декабря 2015 года Air Europa начала выполнять рейсы между Асунсьоном и Мадридом, создав первое прямое сообщение между Парагваем и Европой за 21 год.
В 2017 году специалист по инфраструктуре аэропорта Карлос Ачукарро подсчитал, что аэропорту потребуется расширение до 2024 года. В январе 2018 года DINAC сообщил, что с 2013 по 2017 год количество путешественников в аэропорту увеличилось на 15 процентов. За тот же период также увеличилось количество рейсов с 20 до примерно 60 в день.

### 2020-е
Аэропорт Петтиросси прекратил выполнение коммерческих рейсов на 7 месяцев из-за пандемии COVID-19. В октябре 2020 года DINAC объявил о возобновлении полетов.
В ноябре 2020 года агентами Национального секретариата по борьбе с наркотиками в аэропорту были обнаружены наркотики. Они были замаскированы под посылки и должны были быть отправлены в разные страны. В феврале 2021 года были обнародованы планы строительства второго терминала, запуск которого запланирован на 2022 год. В октябре 2021 года было объявлено о новом маршруте, которым управляет Paranair, между Асунсьоном и Санта-Крус-де-ла-Сьерра.

## Характеристики

### Терминалы

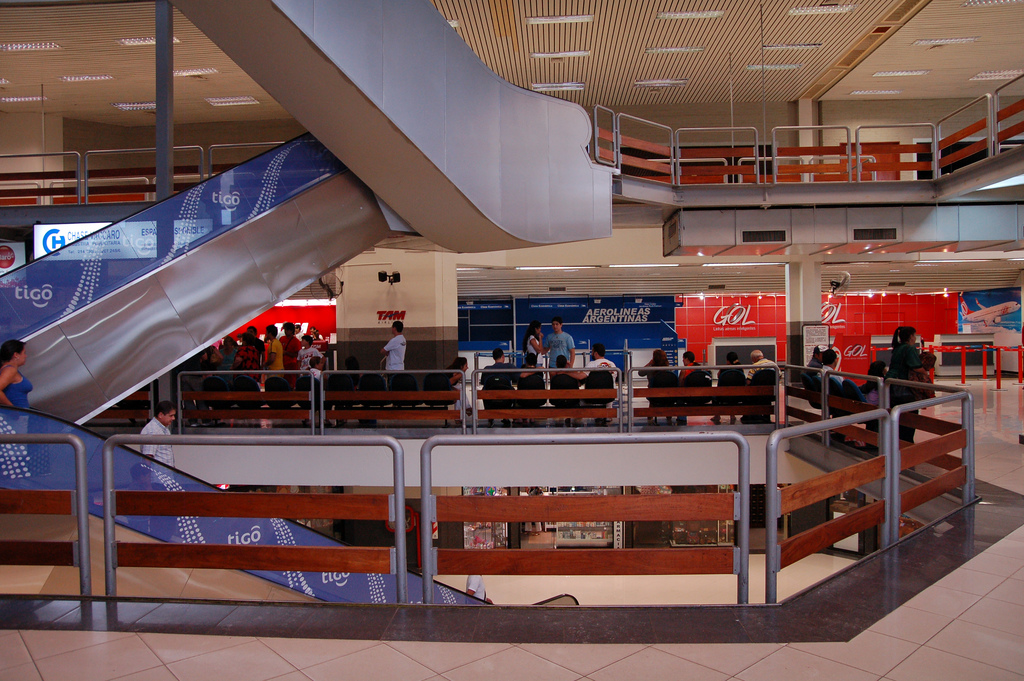
Интерьер аэропорта, 2009 год.

Первоначальный пассажирский терминал, был расположен у перрона 02, теперь он используется Grupo Aerotáctico (GAT) ВВС Парагвая. Текущий терминал начал работу 20 марта 1980 года
Здание терминала разделено на два международных вестибюля: южный вестибюль с выходами с 1 по 4 и северный вестибюль с выходами 5 и 6.

### Расположение
Аэропорт, расположенный в муниципалитете Луке, в 10 км от центра города Асунсьон. До него можно добраться по проспекту Авиадорес-дель-Чако, который проходит рядом с парком Ню-Гуасу.

## Авиакатастрофы и происшествия
- 16 июня 1955 года Lockheed L-149 Constellation авиакомпании Panair do Brasil, выполнявший рейс Сан-Паулу-Конгоньяс—Асунсьон, врезался в 12-метровое дерево при заходе на посадку в Асунсьоне. Отломилась часть крыла, а сам самолет загорелся. Из 24 человек, находившихся на борту, 16 погибли[26][27].
- 27 августа 1959 года de Havilland DH-106 Comet 4 авиакомпании Aerolíneas Argentinas, выполнявший рейс из Буэнос-Айреса в Асунсьон, совершил вынужденную посадку  от аэропорта. Член экипажа и пассажир погибли[28].
- 29 августа 1980 года Douglas C-47B, авиакомпании Transporte Aéreo Militar разбился на подходе к Асунсьону. Самолет выполнял рейс в Айолас, когда вскоре после взлета отказал двигатель, и было принято решение приземлиться обратно в Асунсьоне. Один человек погиб[29].
- 4 февраля 1996 года грузовой самолет Douglas DC-8-55F, принадлежащий LAC Colombia, с регистрационным номером HK-3979X, выполнял позиционный полет вокруг Асунсьона перед полетом из Асунсьона в Кампинас. На VR отключился сначала двигатель №1, а после вращения и №2. С выпущенным шасси закрылками на 15 ° самолет потерял управление и упал на футбольное поле в 2 км от взлетно-посадочной полосы. Все четверо пассажиров самолета и 20 человек на земле погибли[30].

## Статистика
Данные из запроса в Викиданные.

### Самые популярные направления
| Место | Город                   | Рейсов/неделю | Авиакомпании                          |
| ----- | ----------------------- | ------------- | ------------------------------------- |
| 1     | Буэнос-Айрес            | 40            | Aerolíneas Argentinas, LATAM Paraguay |
| 2     | Сан-Паулу               | 32            | Gol, LATAM Paraguay                   |
| 3     | Монтевидео              | 19            | Amaszonas Uruguay, Paranair           |
| 4     | Панама                  | 16            | Copa Airlines                         |
| 5     | Санта-Крус-де-ла-Сьерра | 13            | Amaszonas                             |
| 6     | Лима                    | 12            | Avianca Peru, LATAM Paraguay          |
| 7     | Энкарнасьон             | 10            | Paranair, Sol del Paraguay            |
| 8     | Сьюдад-дель-Эсте        | 9             | Paranair, Sol del Paraguay            |
| 9     | Сантьяго                | 8             | LATAM Paraguay                        |
| 10    | Мадрид                  | 7             | AirEuropa                             |

## Галерея

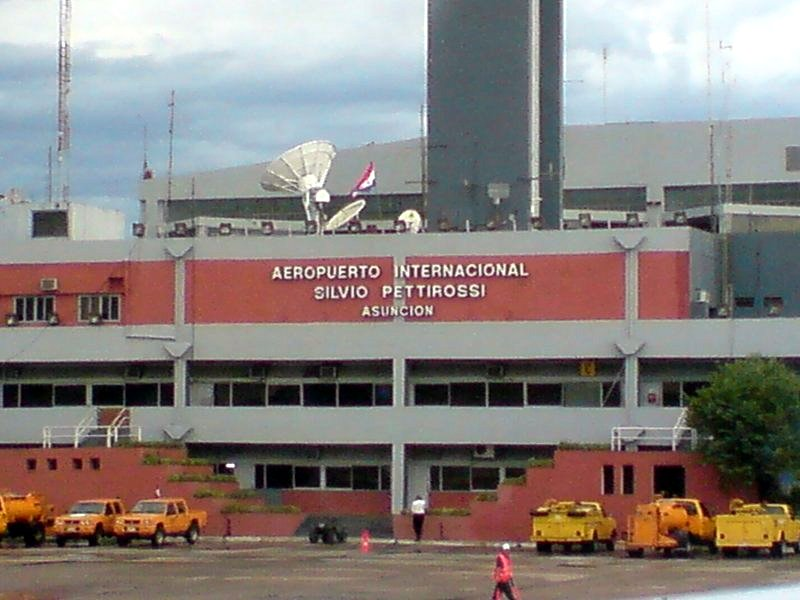
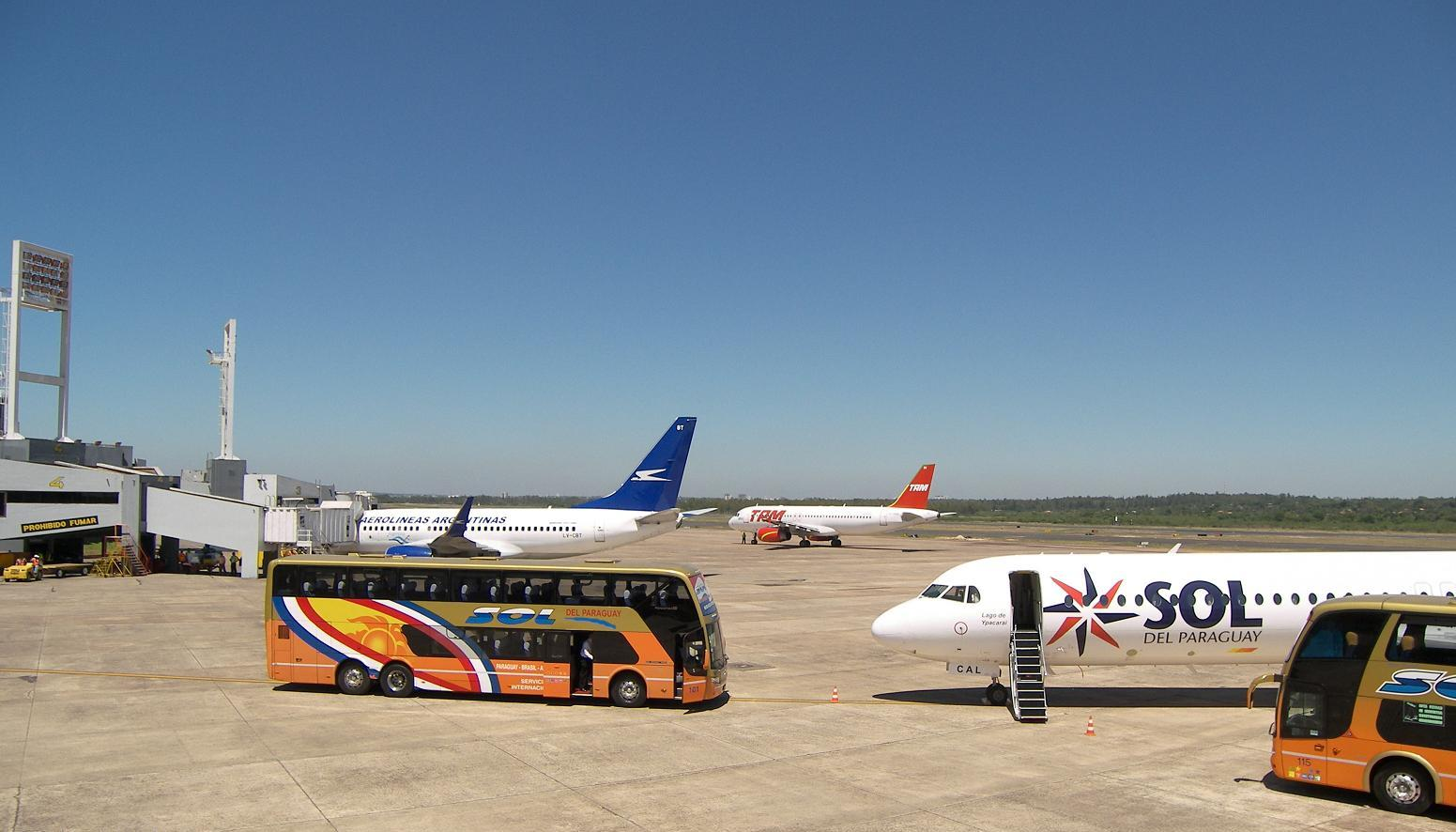
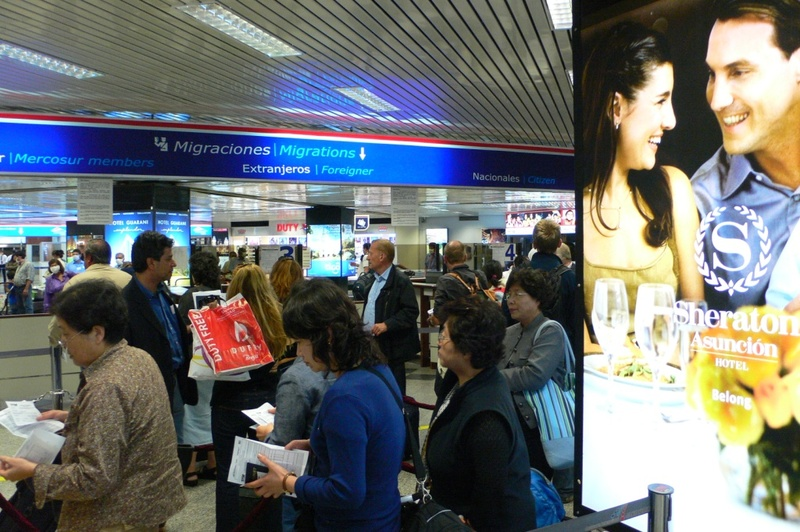
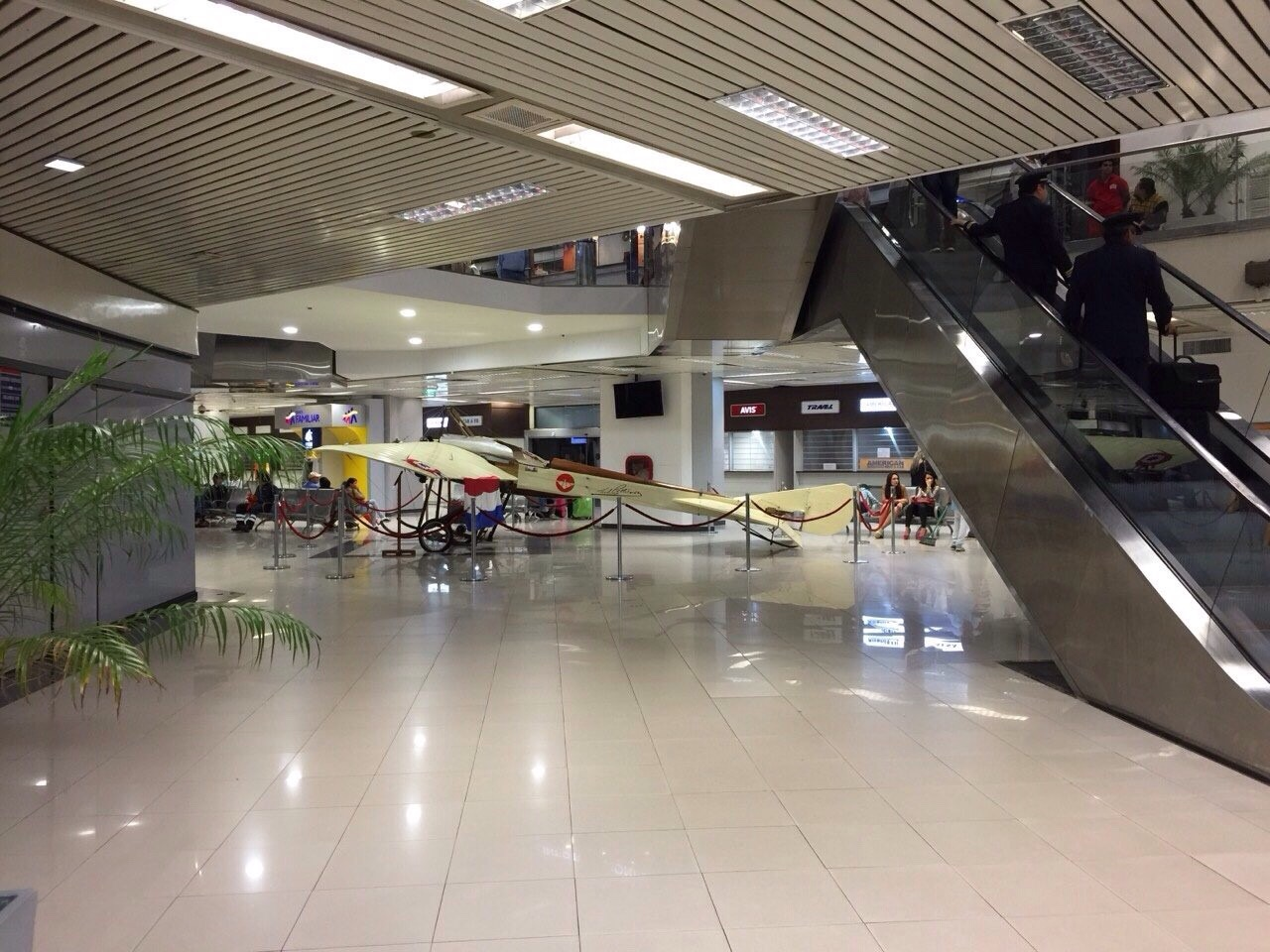
Исторический самолёт, установленный в одном из залов.